# هدایت‌الله نیرسینا
هدایت‌الله نیّرسینا (۱۲۹۴–۱۳۷۷) استاد دانشگاه و ترانه‌سرای ایرانی بود. او زمانی ریاست شورای شعر رادیو ایران را بر عهده داشت. این شورا وظیفهٔ بررسی درستی اوزان و عروض و قافیه، پاکی کلام و تمیزی زبان و روشنی پیام شعرهایی را داشت که از رادیو خوانده می‌شد.
نیرسینا استاد دانشکده ادبیات دانشگاه تهران بود. او مؤلف شماری از کتاب‌های درسی مدارس ایران از جمله قرائت فارسی و جغرافیا بود.
نیرسینا شعر نخستین ترانه قمر که از رادیو پخش شد را سرود.